# Mahájánové sútry
Mahájánové sútry jsou soubory buddhistických textů, z nichž první pocházejí z prvního století př. n. l. a které byly přeloženy ze sanskrtu a různých prákrtů do čínštiny a tibetštiny. 
Později byly sútry překládány dál do mongolštiny, japonštiny, korejštiny a dalších jazyků. Ačkoli neexistuje žádný ucelený kánon všeobecně uznávaných mahájánových textů, některé z nich, jako například Sútru srdce či Diamantovou sútru uznávají snad všechny mahájánové školy. 
Je možné, že některé z mahájánových súter jsou překlady původních therávádových textů, které se však v průběhu věků nenávratně ztratily a vystopovat jejich původ je tedy nemožné.[zdroj?]

## Mýty okolo mahájánových súter
Mahájánoví buddhisté věří, že sútry byly zapsány již v době života Gautamy Buddhy a po následujících 500 let byly schovány v říši Nágů (mytických hadů), protože lidé v té době ještě nebyli sto docenit jejich skutečnou hodnotu. Teprve po půl tisíciletí se mezi lidmi objevili tací, kteří je dokázali pochopit a kteří byli hodni se k nim dostat.

## Významné mahájánové sútry
- Texty indického původu
  - Lalitavistara sútra (方廣大莊嚴經)
  - Lankávatára sútra (楞伽經)
  - Lotosová sútra (妙法蓮華經)
  - Sútry dokonalé moudrosti (Pradžňápáramitá sútra, 般若經)
    - Paňčavimšatisáhasriká prádžnápáramitá sútra (摩訶般若波羅蜜經)
    - Diamantová sútra (金剛般若波羅蜜經)
    - Sútra srdce (般若波羅蜜多心經)

  - Sútra deseti stavů (十地經)
  - Vimalakírti-nirdéša sútra (維摩詰所說經)

- Texty čínského původu
  - Sútra dokonalého osvícení (Yuanjue Jing 圓覺經)
  - Tribunová sútra (Liuzutan Jing 六祖壇經)

- Další texty
  - Amitábha sútra (Malá sútra Čisté země 佛說阿弥陀經)
  - Sútra nekonečného života (Velká sútra Čisté země 大無量壽經)
  - Maháparinirvána sútra (大涅槃經)
  - Velká dharání prvotního probuzení